# Bibi Morat
Pour les articles homonymes, voir Morat (homonymie).
Bibi Morat, nom de scène d'Alain Morata, est un acteur français.

## Biographie
Enfant acteur au début des années 1960, Bibi Morat est apparu dans près d'une vingtaine de films.

## Filmographie
- 1960 : Un couple de Jean-Pierre Mocky : l'enfant qui rit
  - Tête folle de Robert Vernay : le gamin
  - La Corde raide de Jean-Charles Dudrumet : l'enfant au miroir
  - Fortunat d'Alex Joffé : Boudouche
  - Boulevard de Julien Duvivier : Pietro
  - Par-dessus le mur de Jean-Paul Le Chanois : un enfant
- 1961 : Le Pavé de Paris de Henri Decoin : Alain
  - Vive Henri IV, vive l'amour de Claude Autant-Lara : le prince Gaston
- 1962 : Arsène Lupin contre Arsène Lupin d'Édouard Molinaro : le petit Michel
  - L'assassin est dans l'annuaire de Léo Joannon : Robert, le fils de la logeuse
  - Le Couteau dans la plaie d'Anatole Litvak : Madame Lafont
- 1963 : Le Bon Roi Dagobert de Pierre Chevalier : Bébert
  - Les Veinards de Jack Pinoteau, Philippe de Broca et Jean Girault (sketch Une nuit avec la vedette) : le petit garçon
  - Du mouron pour les petits oiseaux de Marcel Carné
  - Trois de perdues de Gabriel Axel
- 1965 : Le Jour d'après de Robert Parrish : Picot
  - Les Enquiquineurs de Roland Quignon : Zizi